# Восстание Джан-Гали
Восстание Джан-Гали — вооружённое восстание под руководством князя Джан-Гали (внук Мамича-бердея) начавшиеся в 1613 году около современного города Яранск.

## Восстание
Поддержал восстание Болотникова, вёл боевые действия по освобождению марийско-казанских земель. Взял Яранск, Чебоксары, Яранкан, Уржум, Малмыж и другие, затем укрепился в Иске Казани на территории нынешнего Высокогорского района Татарстана. Через 3-4 месяца после взятия Чебоксар царские войска вернули город под свой контроль. Провёл в городе Стамбул успешные переговоры на предмет военной поддержки, войско было выделено османским ханом, однако не было пропущено астраханскими казаками. В результате ему с войском с трудом удалось пройти сквозь несколько застав русских войск и уйти в Башкирию.